# Daniel Frahn
Daniel Frahn (* 3. Juni 1987 in Potsdam) ist ein früherer deutscher Fußballspieler.

## Karriere

### Vereine

#### Anfänge
Bis 2001 spielte Frahn in der Jugend des SSV Turbine Potsdam, bevor er vom 14. bis 19. Lebensjahr in die Jugendabteilung von Energie Cottbus wechselte. 2005 rückte er in die zweite Mannschaft der Lausitzer auf, bestritt zwölf Spiele in der Oberliga Nordost und erzielte ein Tor. Am 18. September 2005 (5. Spieltag) kam er zu seinem ersten Zweitligaspiel: Trainer Petrik Sander wechselte ihn beim 5:1-Sieg der Profimannschaft im Heimspiel gegen Alemannia Aachen für Markus Dworrak in der 84. Minute ein.
Zur Saison 2006/07 wechselte Frahn zu Hertha BSC und kam bei der zweiten Mannschaft zu 31 Regionalligaeinsätzen, in denen er vier Tore erzielte. Mit dem 18. Tabellenplatz stieg Hertha BSC II ab und Frahn schloss sich dem Aufsteiger SV Babelsberg 03 in seiner Geburtsstadt Potsdam an.

#### SV Babelsberg 03

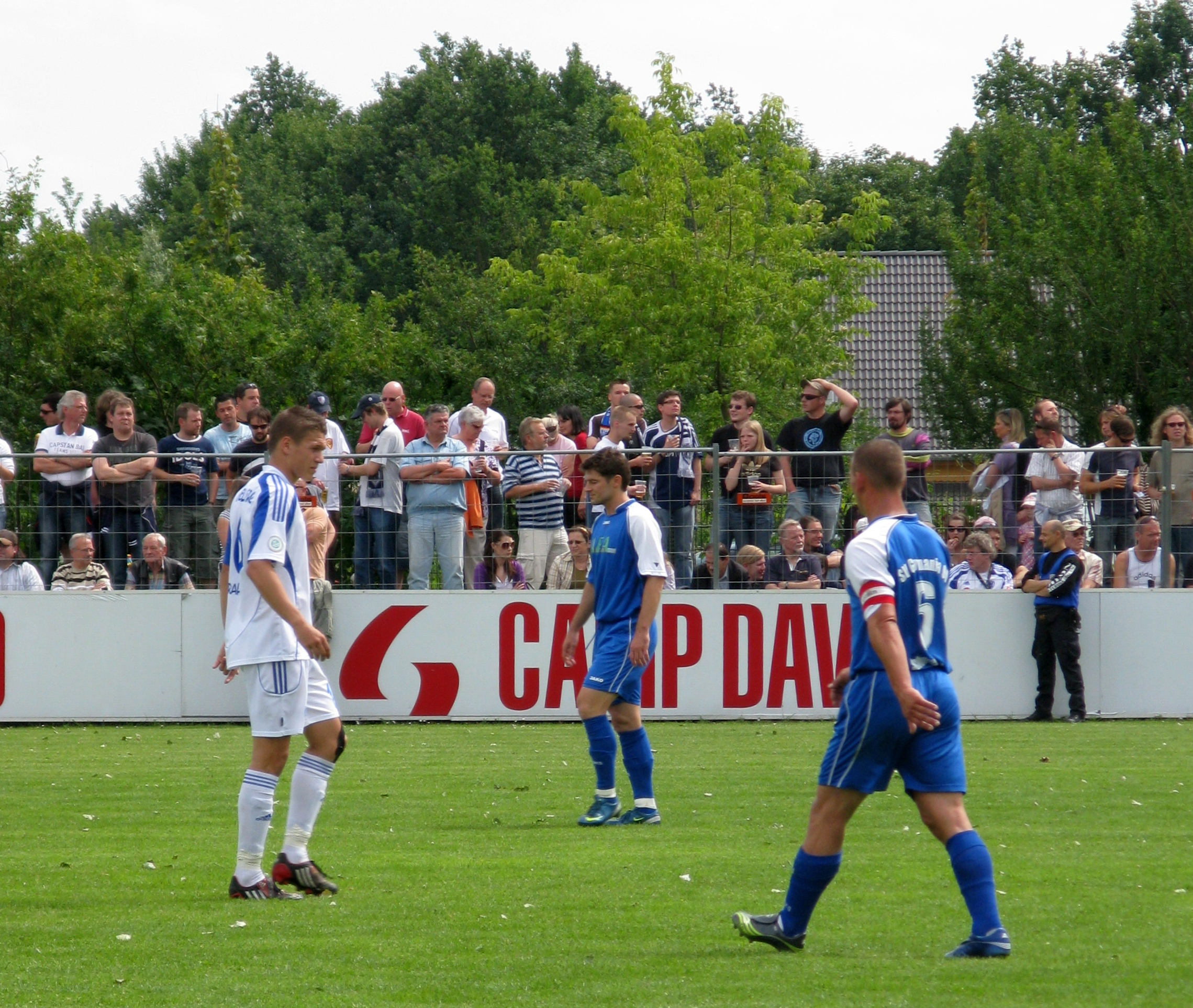
Frahn (links in weiß) 2009 beim Landespokalfinale Germania Schöneiche gegen Babelsberg 03 (0:1)

Mit den Babelsbergern belegte Frahn am Ende der Saison 2007/08 den 15. Platz und verpasste damit die Qualifikation für die neu geschaffene 3. Liga. In der folgenden Saison erreichte er mit Babelsberg den dritten Tabellenplatz, wobei er seine Torausbeute aus der Vorsaison von fünf auf elf Tore mehr als verdoppelte. In der Saison 2009/10 wurde er mit dem SV Babelsberg schließlich Meister der Regionalliga Nord und stieg in die 3. Liga auf. Frahn gewann außerdem in der Saison mit 29 Treffern die Torjägerkrone.

#### RB Leipzig
Frahn blieb jedoch in der Regionalliga und schloss sich zur Saison 2010/11 dem Aufsteiger RasenBallsport Leipzig an, bei dem er einen bis zum 30. Juni 2013 bindenden Vertrag unterschrieb. Mit Leipzig belegte er am Saisonende den vierten Tabellenplatz. Vor Beginn der neuen Saison bestimmte ihn der neue Trainer Peter Pacult zum Mannschaftskapitän. In der 1. Hauptrunde um den DFB-Pokal erzielte Frahn am 29. Juli 2011 in der Red Bull Arena beim 3:2-Sieg gegen den Bundesligisten VfL Wolfsburg alle drei Treffer seiner Mannschaft. Am Saisonende erreichte er mit Leipzig den dritten Tabellenplatz und gewann mit 26 Treffern die Torjägerkrone.
Mit 20 Toren in 27 Ligaspielen, die ihm erneut die Torjägerkrone einbrachten, trug er in seiner dritten Spielzeit zur Meisterschaft in der Regionalliga Nordost bei. Schon früh in der Saison hatte Frahn seinen Vertrag bis Sommer 2016 verlängert. Nach zwei Relegationsspielen gegen die Sportfreunde Lotte, die Frahn auf Grund eines Innenbandrisses nicht bestreiten konnte, stieg RB in die 3. Liga auf.
Am 19. Juli 2013 (1. Spieltag) erzielte Frahn mit dem Siegtreffer zum 1:0 in der 23. Minute im Auswärtsspiel gegen den Halleschen FC sein erstes Tor in einer Profiliga und das erste Drittligator von RB Leipzig. Insgesamt kam Frahn in der Drittligasaison zu 34 Einsätzen und erzielte 19 Treffer. Am Ende der Saison stieg er mit der Mannschaft in die 2. Bundesliga auf.
Auch in die Zweitligasaison ging Frahn als Mannschaftskapitän. Am zweiten Spieltag hatte er durch einen Elfmeter die Möglichkeit, das erste Zweitligator für RB Leipzig zu schießen. Er vergab jedoch, und Yussuf Poulsen erzielte das Premierentor. Frahn erzielte sein erstes Tor in der 2. Bundesliga am dritten Spieltag beim Heimspiel gegen den FC Erzgebirge Aue. Bis zur Winterpause stand Frahn bis auf vier Spiele in der Startaufstellung. In der Winterpause verstärkte sich RB Leipzig mit Omer Damari, Emil Forsberg und Yordi Reyna im Sturm. Frahn konnte sich gegen die neue Konkurrenz nicht durchsetzen und kam in der Folge nur noch zu wenigen Kurzeinsätzen. Sein letztes Spiel in der Startelf bestritt er am letzten Spieltag im – tabellarisch für RasenBallsport – bedeutungslosen Spiel gegen die SpVgg Greuther Fürth. Hier erzielte er sein insgesamt viertes Zweitligator. Im Sommer verließ Frahn nach fünf Jahren, davon vier als Kapitän, den Verein. Er bestritt in dieser Zeit 163 Pflichtspiele (23 Zweitliga-, 34 Drittliga-, 92 Regionalliga-, 5 DFB-Pokal- und 9 Sachsenpokalspiele), erzielte dabei 93 Tore und feierte zwei Aufstiege sowie zwei Sachsenpokalsiege. Bis zum 27. Juni 2020 war der Brandenburger Leipzigs Rekordtorschütze, ehe er von Timo Werner überboten wurde.

#### 1. FC Heidenheim
Zur Saison 2015/16 wechselte er zum Ligakonkurrenten 1. FC Heidenheim, bei dem er einen Zweijahresvertrag unterschrieb. Nachdem er sich dort nicht hatte durchsetzen können, wechselte er im Januar 2016 in die dritte Liga zum Chemnitzer FC.

#### Chemnitzer FC
Am 9. März 2019 hielt Frahn nach einem Tor ein schwarzes T-Shirt mit der Aufschrift „Support your local Hools“ (dt.: „Unterstütze deine örtlichen Hooligans“) hoch, um seine Trauer für den Rechtsextremen Thomas Haller zu bekunden. Der Verein bestrafte ihn wegen unabgesprochener Botschaften, worauf Frahn erklärte, dass ihm „die tiefe Verbreitung des Shirts in der Nazi-Szene nicht bewusst“ gewesen sei. Am 12. März wurde Frahn vom Nordostdeutschen Fußballverband (NOFV) mit einem vorläufigen Spielverbot belegt. Vom NOFV-Sportgericht erhielt er eine Sperre von vier Regionalligaspielen, davon zwei zur Bewährung ausgesetzt und die anderen bereits erledigt, sowie eine Geldstrafe von 3000 Euro.
Zur Drittligasaison 2019/20 wurde Frahn vom Trainerteam um David Bergner nach dem Aufstieg zum neuen Mannschaftskapitän ernannt. Er beerbte Dennis Grote, der den Verein verlassen hatte.
Im Rahmen des Auswärtsspiels beim Halleschen FC am 4. Spieltag, das Frahn verletzungsbedingt im Gäste-Fanblock verfolgte, soll er offen seine Sympathien für die rechtsextremen Hooligan-Gruppierungen Kaotic Chemnitz und NS-Boys (seit April 2019 aufgelöst) zur Schau gestellt haben, woraufhin sich der Chemnitzer FC am 5. August fristlos von ihm trennte. Dagegen zog er noch im August vor das Arbeitsgericht Chemnitz. und bekam am 11. Dezember desselben Jahres Recht: Die außerordentliche Kündigung wurde wegen „nicht ausreichender Gründe“ für unwirksam erklärt. Noch am Tag der Urteilsverkündung erklärte der Verein, dagegen Berufung einlegen zu wollen und Frahn weiterhin vom Spiel- und Trainingsbetrieb auszuschließen. Kurz vor Ende der Transferperiode im Januar 2020 wurde der Vertrag von Daniel Frahn und dem Chemnitzer FC im gegenseitigen Einvernehmen aufgelöst.

#### Rückkehr zum SV Babelsberg 03
Im Januar 2020 kehrte Frahn zum SV Babelsberg 03 in die Regionalliga Nordost zurück. Als torgefährlicher Stürmer gehörte er für die Potsdamer in den folgenden Jahren zu den Leistungsträgern. Seine Karriere beendete Frahn mit 37 Jahren nach der Saison 2024/25, die er mit Babelsberg auf dem 13. Tabellenplatz abschloss und mit 16 Treffern drittbester Torschütze der Liga wurde.

### U19-Nationalmannschaft
Frahn bestritt ein Länderspiel im Trikot des DFB: Am 24. April 2006 kam er in Stettin beim 1:0-Sieg der U19-Nationalmannschaft gegen die Auswahl Polens ab der 73. Minute zum Einsatz.

### Nach der aktiven Karriere
Zum Ende der Saison 2024/2025 beendete Frahn seine aktive Karriere. Er bleibt dem SV Babelsberg 03 jedoch als neuer Co-Trainer von Cheftrainer Ronny Ermel erhalten. Sein Debüt als Co-Trainer hatte Frahn am ersten Spieltag der Saison 2025/2026 im Heimspiel gegen Carl Zeiss Jena, welches 1:4 und mit einem Platzverweis (Gelb-Rot) für Frahn endete.

## Erfolge

### Mannschaftserfolge
SV Babelsberg 03
- Meister der Regionalliga Nordost und Aufstieg in die 3. Liga: 2010
- Brandenburgischer-Landespokal-Sieger: 2008, 2009, 2021

RB Leipzig
- Meister der Regionalliga Nordost und Aufstieg in die 3. Liga: 2013
- Aufstieg in die 2. Bundesliga: 2014
- Sachsenpokal-Sieger: 2011, 2013

Chemnitzer FC
- Meister der Regionalliga Nordost und Aufstieg in die 3. Liga: 2019
- Sachsenpokal-Sieger: 2017, 2019

### Persönliche Erfolge
- Torschützenkönig der Regionalliga:
  - 2010 (29 Tore)
  - 2012 (26 Tore)
  - 2013 (20 Tore)
  - 2019 (24 Tore)

## Privates
Am 6. Juni 2015 heiratete Frahn in Potsdam seine langjährige Partnerin. Daniel Frahn betreibt zusammen mit seinen ehemaligen Mitspielern Henrik Ernst und Christian Müller ein Eiscafé in Leipzig, wobei Ernst und Müller als Geschäftsführer der DOCH La Luna GmbH fungieren.